# Songwriter
Songwriter (br: Escrevendo Músicas / pt: Um Duo de Três) é um filme estadunidense de 1984, do gênero drama, dirigido por Alan Rudolph.

## Sinopse
Dois músicos veteranos, depois de muito tempo construindo suas carreiras, continuam leais um ao outro, desde a juventude, quando formavam uma inseparáel dupla. Agora, um deles está preso a um executivo inescrupuloso de uma gravadora, e o outro a uma rotina de jogos de azar e sexo sem compromisso. Prestes a serem arruinados, apenas uma talentosa cantora poderá resolver o problema de ambos... Ou não.

## Elenco
- Willie Nelson .... Doc Jenkins
- Kris Kristofferson .... Blackie Buck
- Melinda Dillon .... Honey Carder
- Rip Torn .... Dino McLeish
- Lesley Ann Warren .... Gilda
- Mickey Raphael .... Arly
- Rhonda Dotson .... Corkie
- Richard C. Sarafian .... Rodeo Rocky
- Robert Gould .... Ralph
- Sage Parker .... Pattie McLeish
- Shannon Wilcox .... Anita
- Jeff MacKay .... Hogan
- Gailard Sartain .... Mulreaux

## Prêmios
Oscar 1985 (EUA)
- Indicado na categoria de melhor canção.

Globo de Ouro 1985 (EUA)
- Indicado na categoria de melhor atuação de uma atriz coadjuvante em cinema (Lesley Ann Warren).